# Heterolepidoderma macrops
Heterolepidoderma macrops är en djurart som tillhör fylumet bukhårsdjur, och som beskrevs av Kisielewski 1979. Heterolepidoderma macrops ingår i släktet Heterolepidoderma och familjen Chaetonotidae. Inga underarter finns listade i Catalogue of Life.